# Nikola Fantela
Don Nikola Fantela (Lastovo, 9. rujna 1880. – 7./8. veljače 1944.), hrvatski katolički svećenik mučenik, žrtva jugokomunističkog terora.

## Životopis
Rođen od roditelja Nikole i Ane Damjanović 9. rujna 1880. na Lastovu. Studirao u Dubrovniku i Zadru. Zaredio se za svećenika 28. kolovoza 1904. godine. Mladomisničku godinu bio je u Zadru gdje je prefektom sjemeništa. Od rujna 1905. godine je u Korčuli dvije godine pomoćnik župnika. Zatim službuje u Topolom. Mali Ston preuzeo je listopada 1907. godine, župni pomoćnik na Pilama. Studenoga 1914. otišao je u Mline, te uređuje Narodnu svijest. Na rodno Lastovo zaputio se na Novu godinu 1921. Rodni je otok napustio zbog talijanske okupacije te je 27. svibnja 1922. otišao na u Cetinje gdje je vojni kapelan. Od 1925. – 1927. je u Sarajevu, pa u Šibeniku. U Stonu je župnik i dekan od 1930. do 1932., te u Lopudu. Od 1934. do 1935. rektor je sv. Vlaha u Dubrovniku. Zatim je bio vojni svećenik i u toj funkciji je umirovljen. Od 1935. živi u Herceg Novom. Nakon što se Italija predala u Drugome svjetskom ratu, vratio se na svoj otok. No već nakon četiri mjeseca, 6. veljače 1944., pozvan je na „obavijesni razgovor“, u čemu ulogu imaju tadašnji politički komesar, lastovsko političko vodstvo i oficiri Udbe. Jednako kao ni mnoštvu drugih sinova Katoličke Crkve koje je komunistička vlast pobila tijekom i nakon Drugog svjetskog rata na prostorima Hrvatske i Bosne i Hercegovine, jugokomunistički krvnici don Nikoli Fantelu nisu mogli oprostiti njegovo nesporno bogoljublje, čovjekoljublje i domoljublje. Isti politički komesar, lastovsko političko vodstvo i oficiri Udbe koji su imali ulogu u pozivu na obavijesni razgovor, sljedećeg su dana, 7. veljače 1944. godine, organizirali skup u Domu kulture na Lastovu. Govornici su govorima mržnje zastrašivali nazočni puk te bez suda i presude osudili don Nikolu. Kasne noći istog dana don Nikolu su teško mučili i iznakazli te ga izmcvarena odveli na mazgi u uvalu sv. Mihovila gdje su ga ukrcali na partizanski brod PČ 62 “IVO”. Malo nakon što su isplovili sjeverno od Lastova, u noći 7. na 8. veljače 1944., u brodu su ga zvjerski mučili, ubili i s kamenom oko vrata bacili u more te se Fantela utopio. Ljudi koji su znali što je bilo s Fantelom dugo su šutjeli.

## Spomen
31. srpnja 2018. održan je svečano su otkrivena poprsja dvojice uglednih lastovskih sinova, dobrotvora Dobre Dobričevića i Nikole Fantele. Predloženo je da osnovna škola na Lastovu, koja inače nosi ime dvojice partizana, ponese Fantelino ime, što bi imalo poseban i drugačiji odgojni i pedagoški utjecaj i značenje na mlade Lastovce koji bi se u toj odgojno-obrazovnoj instituciji trebali odgajati u duhu ljubavi, tolerancije, nenasilja a naročito domoljublja. Svečano otkrivanje uveličali su svojim govorima dubrovački biskup Mate Uzinić i lastovski župnik Željko Batinić.